# Bürgerrechtsbewegungen
Eine Bürgerrechtsbewegung ist eine soziale Bewegung, die versucht, Menschen- und Bürgerrechte von durch die vorherrschende Politik unterdrückten, diskriminierten oder sozial benachteiligten Gesellschaftsgruppen durchzusetzen. Historisch beispiel- und namensgebend, bisweilen auch synonym verwendet, ist vor allem die Bürgerrechtsbewegung der Afroamerikaner in den Vereinigten Staaten der 1950er und 1960er Jahre, das Civil Rights Movement.

## USA

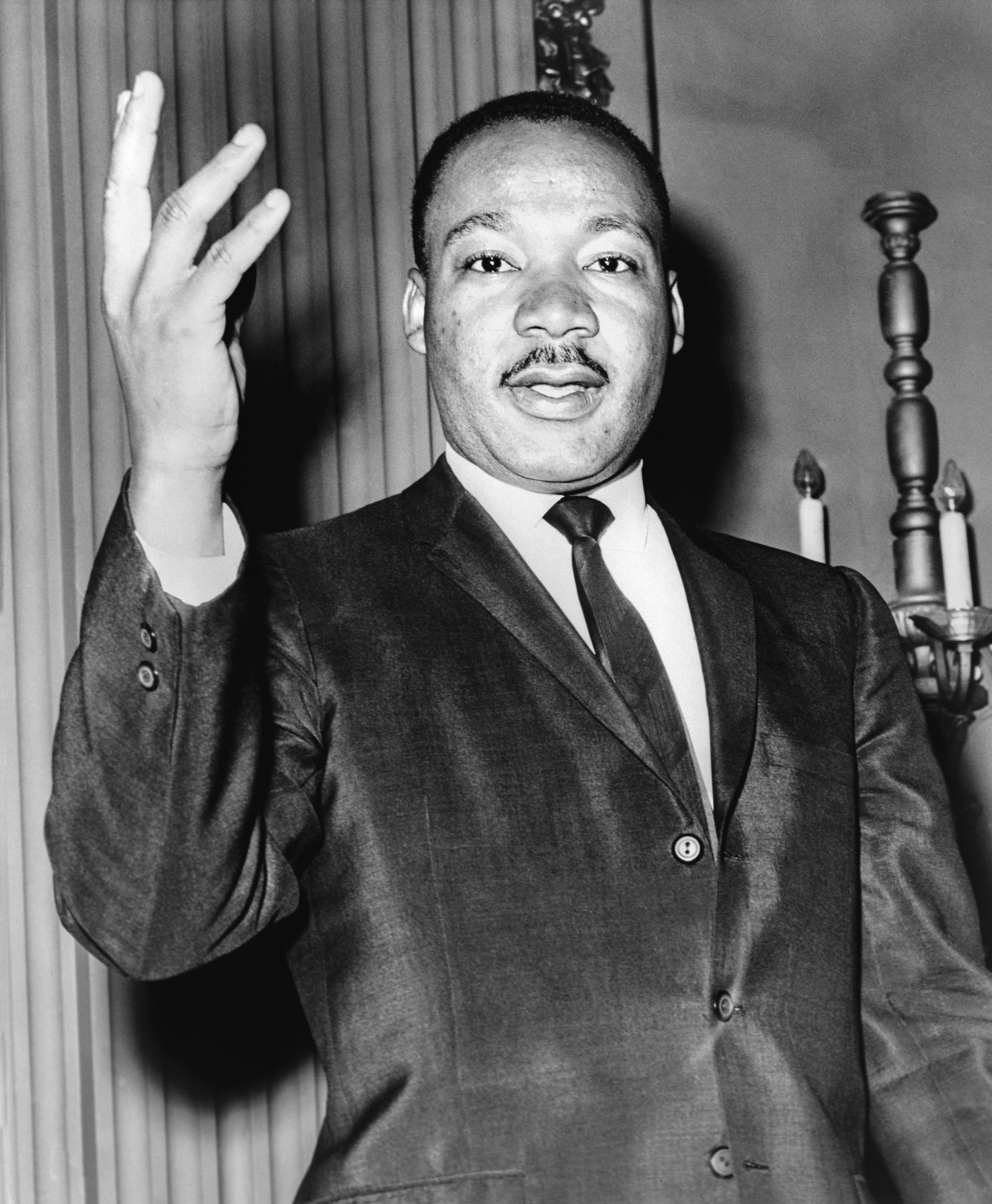
Martin Luther King jr., ab Mitte der 1950er Jahre der bekannteste Sprecher des Civil Rights Movement. Er erhielt 1964 für sein Engagement mit den Methoden des gewaltlosen Widerstands den Friedensnobelpreis. 1968 fiel er einem tödlichen Attentat zum Opfer.

Eine der historisch bekanntesten Bürgerrechtsbewegungen ist das US-amerikanische Civil Rights Movement der Afroamerikaner, das durch ihren populären Protagonisten Martin Luther King und den von ihm propagierten Zivilen Ungehorsam gegen die gesetzlich festgeschriebene Diskriminierung der schwarzen Bevölkerung in den Südstaaten der USA während der späten 1950er und 1960er Jahre weltweite Aufmerksamkeit und Bedeutung erlangte.

### Weitere Bürgerrechtsbewegungen in den USA
Vor allem in den 1960er und 1970er Jahren wurden auch von weiteren nationalen oder ethnischen Minderheiten in den Vereinigten Staaten Forderungen des Civil Rights Movement der Afroamerikaner aufgegriffen. Dies mündete in eigenständige Bürgerrechtsbewegungen, die sich gegen Rassismus bzw. rassistische Unterdrückung und soziale Benachteiligungen zur Wehr setzten.
So entstanden beispielsweise:
- Das American Indian Movement – AIM – (Amerikanische Indianerbewegung) als Organisation der Ureinwohner der USA. Das AIM setzte sich für die Rechte der amerikanischen indigenen Bevölkerung ein – bis hin zur Forderung nach autonomen Selbstbestimmungsrechten für die Indianer, teilweise auch in einem von den USA unabhängigen Status. Diese Organisation erregte insbesondere in den frühen 1970er Jahren durch militante Widerstandsaktionen weltweite Aufmerksamkeit (vgl. auch Besetzung von Wounded Knee 1973).
- Die Bewegung der mexikanischen Minderheit in den USA, der sogenannten Chicanos (die Bewegung hatte das ursprüngliche für ihre Herkunft verwendete Schimpfwort demonstrativ als Eigenbezeichnung übernommen und positiv besetzt). Diese Bewegung trat vor allem im Westen (z. B. in Kalifornien) und Südwesten der USA auf und kämpfte ebenfalls für die Gleichberechtigung ihrer Bevölkerungsgruppe mit den sonstigen US-Amerikanern (siehe auch unter Geschichte der Mexican Americans).

## Südafrika

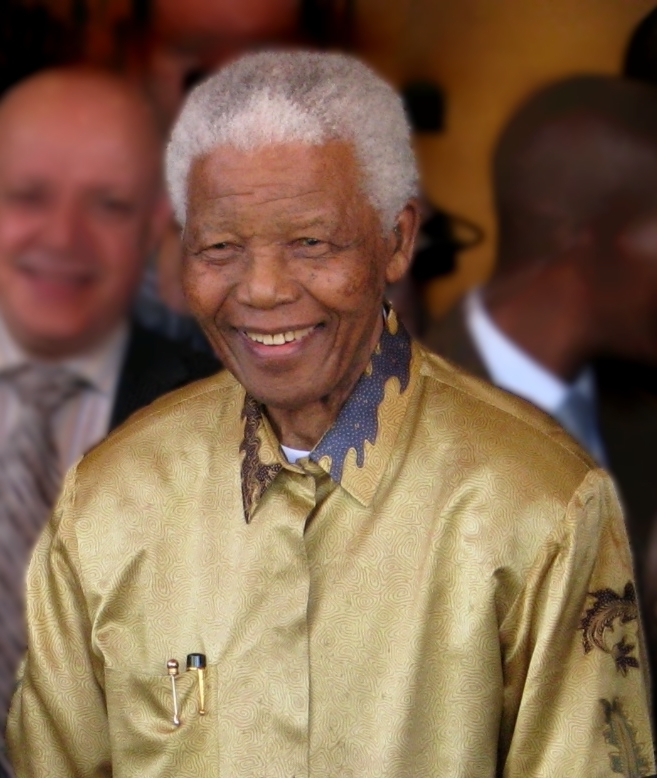
Nelson Mandela (2008)

Ebenfalls gegen den kolonial und religiös erklärten Rassismus und der daraus hervorgegangenen Apartheidsideologie erwuchs in Südafrika eine vielgliedrige Bürgerrechtsbewegung. Sie wurde später zusammenfassend als Antiapartheidsbewegung bezeichnet. Eine Symbolfigur des Widerstands dort war der Bürgerrechtler und Vorsitzende des ANC (African National Congress) Nelson Mandela. Von 1964 bis 1990 als politischer Gefangener inhaftiert, wurde Mandela schließlich auf Druck einer internationalen Öffentlichkeit aus dem Gefängnis entlassen. Nach Aufhebung der staatlichen Apartheidsdoktrin erhielt Mandela zusammen mit dem damaligen Staatspräsidenten Frederik Willem de Klerk 1993 den Friedensnobelpreis und wurde nach den Parlamentswahlen von 1994 selbst Präsident der Republik Südafrika. Weitere Persönlichkeiten, die durch ihre familiäre Herkunft den indisch- und europäischstämmigen sowie Coloured-Bevölkerungsteil repräsentieren, hatten in den Bürgerrechtsaktivitäten zur Herstellung gleicher Bürgerrechte führende Rollen eingenommen.

## Europa
Auch in Europa gab und gibt es verschiedene Bürgerrechtsbewegungen. Sie setzen sich für die Rechte von Minderheiten und/oder benachteiligten Bevölkerungsgruppen ein. Während der Zeit des Sozialismus/Kommunismus kämpften sie für die Einhaltung der Menschen- und Bürgerrechte in den jeweiligen Ländern.

### Nordirland
In Nordirland setzt sie sich für die Gleichberechtigung der katholischen Minderheit ein.

### Ostblock während des Kalten Krieges
In den 1970er und 1980er Jahren traten in den osteuropäischen kommunistischen Staaten des Warschauer Paktes zunehmend verschiedene oppositionelle Gruppen in Erscheinung, die unter Berufung auf die KSZE-Schlussakte von Helsinki 1975 die Durchsetzung der Menschen- und Bürgerrechte im damaligen Ostblock forderten.

#### Sowjetunion
Schon seit Anfang der 1960er Jahre wandten sich in der Sowjetunion einige systemkritische Schriftsteller und Wissenschaftler gegen die Zensur, indem sie beispielsweise ihre Werke illegal im Selbstverlag veröffentlichten (Samisdat). Bekannte intellektuelle Bürgerrechtler waren beispielsweise der Schriftsteller Alexander Solschenizyn oder der Wissenschaftler Andrei Sacharow. Solschenizyn wurde durch seine Bücher Der erste Kreis der Hölle, Ein Tag im Leben des Iwan Denissowitsch und vor allem Der Archipel Gulag bekannt.

#### Tschechoslowakei und Tschechische Republik
In der Tschechoslowakei wurde die Bürgerrechtsbewegung nach der gewaltsamen Niederschlagung des reformkommunistischen Prager Frühlings durch die Sowjetunion 1968 zunächst ausgeschaltet. Jedoch wurde 1977 von einer tschechoslowakischen Gruppe die Charta 77 veröffentlicht, die erneut Reformforderungen im Sinne der Bürgerrechtsbewegung formulierte. Einer der Sprecher der Charta 77 war der Schriftsteller Václav Havel, der nach dem Zusammenbruch des kommunistischen Ostblocks zum Staatspräsidenten Tschechiens gewählt wurde.

#### Polen
In Polen leitete 1980 die Gründung der unabhängigen Gewerkschaft Solidarność (1981 unter Kriegsrecht verboten, 1989 wieder zugelassen) den Anfang vom Untergang des dortigen kommunistischen Systems ein. Deren Vorsitzender Lech Wałęsa wurde 1990 zum polnischen Staatspräsidenten gewählt.

#### DDR

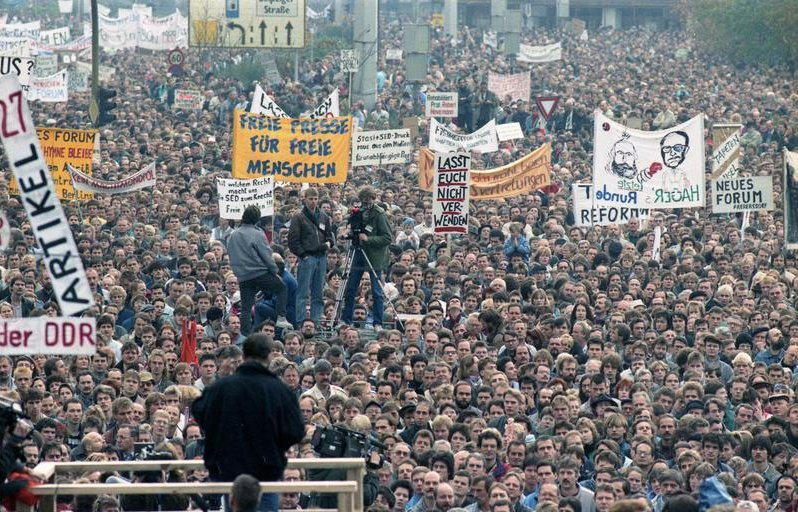
Alexanderplatz-Demonstration der Bürgerrechtsbewegung in der DDR, Ost-Berlin am 4. November 1989

Neben anderen kommunistischen Ostblockstaaten traten auch in der DDR seit den 1960er Jahren eine Reihe Prominenter wie der Wissenschaftler und Reformkommunist Robert Havemann, der jahrelang in staatlich verordnetem Hausarrest leben musste, oder der Liedermacher Wolf Biermann, dem 1976 die Wiedereinreise in die DDR verwehrt wurde, für die Ziele der Bürgerrechtsbewegung ein und forderten die Beendigung der Unterdrückung staatsbürgerlicher Rechte in der DDR.
Im Einzelnen machten Bürgerrechtler und Menschenrechtsorganisationen die DDR-Führung und die Mitglieder der Nomenklatura für folgendes verantwortlich:
Innenpolitik:
- Errichtung einer Diktatur und Verweigerung der Demokratie für die Bevölkerung
- Verweigerung freier Wahlen
- Verweigerung der Freizügigkeit, Meinungsfreiheit, Pressefreiheit, des Streik- und Demonstrationsrechtes
- Missachtung des Brief- und Fernmeldegeheimnisses
- parteiabhängiges Recht und ideologisiertes politisches Strafrecht
- ca. 180.000 politische Häftlinge (davon ca. 32.000 durch die Bundesrepublik Deutschland von 1964 bis 1989 freigekauft)
- offene und versteckte Zwangsarbeit[1][2][3]
- Eigentumsentziehungen
- vielfältige Geschichtsfälschung
- Verhinderung der Lehr- und Forschungsfreiheit
- ideologische Ausrichtung des gesamten öffentlichen Lebens und des Bildungswesens

Außenpolitik:
- Mauerbau: Beschneidung der Bewegungsfreiheit der DDR-Bürger.
- Schießbefehl: Durch Schüsse und Minen kamen ca. 200 Flüchtlinge um, weitere etwa 800 verunglückten, erfroren und ertranken beim Versuch der Flucht aus der DDR.

Kritiker, die in der DDR diese Punkte öffentlich erwähnten, diskutierten oder verbreiteten, setzten sich der Gefahr aus, durch angeworbene Spitzel oder Stasi-Mitarbeiter entdeckt und der DDR-Justiz übergeben zu werden. Auch banale Zitierungen oder die Kritik der Abhängigkeit der DDR von der Sowjetunion führten in der Regel zu Verhören und Befragungen. Die Besetzung der Verantwortungsbereiche mit Nomenklatura-Mitgliedern verhinderte eine Erwähnung obiger Punkte und eine Diskussion dieser Themen in Medien, Kunst und Literatur.
Ende 1989 kam es nach zahlreichen Demonstrationen (siehe auch Montagsdemonstrationen) zum Fall der Berliner Mauer. Die Ereignisse führten 1990 zum Untergang des SED-Regimes und zur Wiedervereinigung Deutschlands.

#### Rumänien
In den späten 1980er Jahren wurden auch in Rumänien Stimmen laut, die eine demokratische Staatsform, Menschen- und Bürgerrechte und wirtschaftliche Reformen forderten. Die Situation im damaligen Rumänien, insbesondere im Zusammenhang mit der Versorgungslage, wurde von einigen politischen Beobachtern als grotesk bezeichnet: Es wurde kritisiert, dass die hohen Parteifunktionäre im Luxus lebten, während ein Großteil der einfachen Bevölkerung oft nach Brot und Hühnerknochen (im Volksmund "Besteck" genannt) anstand. Politische Gegner wurden verhaftet, verhört oder „verschwanden“ in psychiatrischen Anstalten. Ungewollte, „überzählige“ und behinderte Kinder wurden vielfach in Kinderheime gesteckt, die von manchen mit den Verhältnissen in Konzentrationslagern verglichen wurden (siehe auch: Cighid), auf Abtreibung standen strenge Strafen, da das Regime seine Politik des „nationalen Bevölkerungswachstums“ rücksichtslos durchsetzen wollte.
Das enge Netz aus Spitzeln und Kollaborateuren, die staatliche Überwachung und die Allgegenwart der Geheimpolizei Securitate erschwerten jedoch die Gründung einer organisierten Demokratiebewegung erheblich. In den letzten Jahren der 1980er sammelten sich Oppositionelle um den Pastor Laszlo Tökes, der zu einer Symbolfigur der Revolution wurde. Ende 1989 kam es in Temeswar zu Demonstrationen gegen das kommunistische Regime. Ähnliches geschah auch in anderen Städten. Die Polizei und die Securitate schlugen die Aufstände zunächst rasch nieder, konnten aber längerfristig die Durchsetzung der Demokratiebewegung nicht aufhalten. Während der revolutionären Unruhen stellte sich heraus, dass ganz Bukarest untertunnelt und mit Bunkern für die Geheimpolizei durchzogen war. Im Dezember 1989 wurde der Diktator Nicolae Ceaușescu gestürzt und in einem Schnellverfahren verurteilt, bevor er kurz darauf zusammen mit seiner Ehefrau Elena Ceaușescu erschossen wurde.

## Volksrepublik China

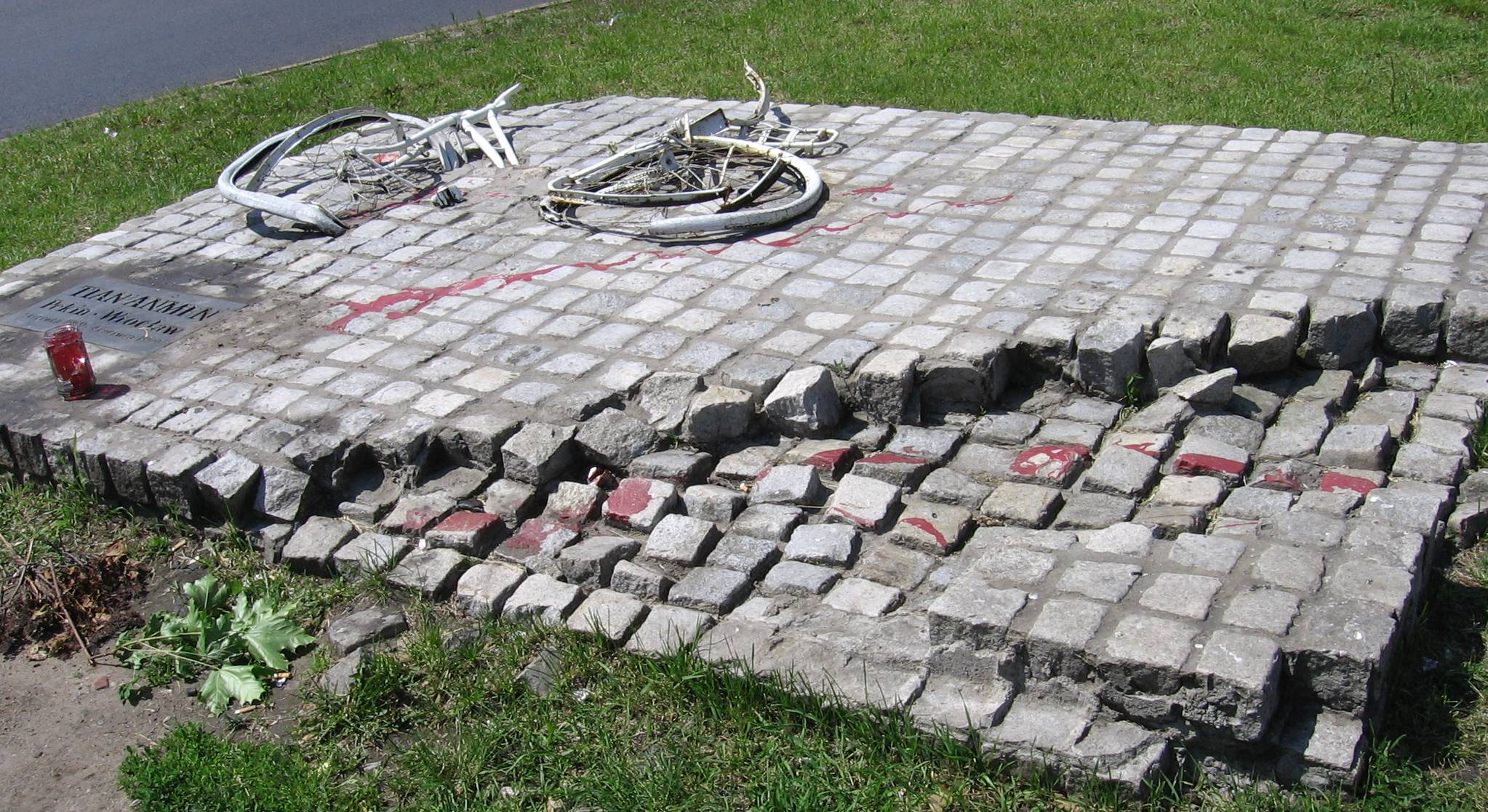
Ein Mahnmal in Breslau erinnert an die Niederschlagung der chinesischen Bürgerrechtsbewegung auf dem Tian’anmen-Platz in Peking 1989

In der Volksrepublik China verstärkte sich ab Mitte der 1980er Jahre eine vor allem von Studenten getragene Bürgerrechtsbewegung (Demokratiebewegung), die durch Demonstrationen und Wandzeitungen mehr Freiheiten und demokratische Reformen forderte. Trotz mehrfacher Aufforderungen der Regierung, die Demonstrationen zu beenden, erhielten diese immer mehr Zulauf. 1989 versammelten sich auf dem Tian’anmen-Platz in Peking etwa 100.000 Studenten und Arbeiter, um den Forderungen nach mehr Demokratie Nachdruck zu verleihen. Der Platz wurde schließlich unter Einsatz von massiver militärischer Gewalt geräumt. Etwa 1.000 Demonstranten kamen dabei ums Leben. Weitere Tausende wurden verletzt. Nach dieser Niederschlagung der chinesischen Bürgerrechtsbewegung folgte eine mehrjährige Phase der politischen Repression in China, die ein neues Aufflackern der demokratischen Bewegung bis dato verhinderten.